# Werner Priegnitz
Wilhelm Franz Werner Priegnitz (* 27. Juli 1896 in Magdeburg; † 17. Oktober 1979 ebenda) war deutscher Stadthistoriker und Kunstmaler.

## Leben
Priegnitz wurde als Sohn des Unternehmers Wilhelm Priegnitz geboren, der einen Großhandel für Farben und elektrische Artikel betrieb. Nach dem Realgymnasium in Magdeburg besuchte Priegnitz die Handelsrealschule in Dessau und das Polytechnikum Köthen.
Während des Ersten Weltkrieges meldete er sich 1915 freiwillig zum Militärdienst und wurde in einem Lichtmesstrupp eingesetzt.
Nach Kriegsende arbeitete er zunächst im Betrieb seines Vaters, ging dann von 1926 bis 1933 als Werbeleiter zur Deutschen Luft Hansa und den Deutschen Kabelwerken nach Berlin. Zwischen 1927 und 1932 nahm er dabei Zeichenunterricht bei Hans Adolf Heymann, Lehrer für Komposition an der Reimann-Schule.
1933 kehrte Priegnitz nach Magdeburg zurück und wurde Teilhaber im Unternehmen seines Vaters, welches er dann nach dem Tod des Vaters 1937 weiter führte.
Im Zweiten Weltkrieg wurde Priegnitz Ausbilder für den Luftschutzwarndienst in Belgien und übernahm später eine leitende Funktion in der Magdeburger Luftschutzwarnzentrale.
Beim alliierten Luftangriff auf Magdeburg am 16. Januar 1945 wurde die Altstadt schwer zerstört. Große Teile der Innenstadt wurden komplett vernichtet. Priegnitz machte sich in dieser Situation um die Bewahrung, Bergung und Erforschung der verbliebenen oder teilzerstörten Kulturdenkmäler der Stadt verdient. Er bemühte sich um die Bergung von Skulpturen und erhalten gebliebenen Teilen der Architektur aus den Trümmern. Hierfür unternahm er Grabungs- und Bergungsarbeiten. Besondere Verdienste erwarb er sich bei der 1947 erfolgten Wiederentdeckung des mittelalterlichen Gewölbekellers Buttergasse an der Buttergasse am Alten Markt.
Priegnitz fertigte in den Trümmern der Stadt eine Vielzahl von Zeichnungen an. Von 1945 bis 1948 arbeitete er hauptberuflich als Maler. 1948 wurde er Leiter der Abteilung Inventarisation der von ihm mitbegründeten Arbeitsgemeinschaft zur Erforschung der Vor- und Frühgeschichte Magdeburgs. Später arbeitete Priegnitz als wissenschaftlicher Mitarbeiter am Kulturhistorischen Museum Magdeburg. Zwischen 1958 und 1961 war er an der Erarbeitung eines Modells der Stadt für das Jahr 1600 beteiligt und fertigte hierfür circa 300 Zeichnungen an.
Die im Zuge seiner Tätigkeit erlangten heimatgeschichtlichen Erkenntnisse machte Priegnitz einer breiten Öffentlichkeit durch viele Veröffentlichungen in der regionalen Presse, in Vorträgen und bei Stadtführungen zugänglich.
Die Stadt Magdeburg benannte ihm zu Ehren eine Straße als Werner-Priegnitz-Straße.

## Veröffentlichungen
- Werner Steinhausen. Sein Lebensbild, seine Familie und seine nächsten Verwandten, 1937
- Reste des alten Handwerksbrauches der Fugenritzung in der Altstadt Magdeburg, 1950 (Manuskript)
- Das Magdeburger Stadtbild in 6 Jahrhunderten. Zum 100jährigen Bestehen der Kulturhistorischen Sammlungen Magdeburgs, 1961
- Die Altstadt um 1600. Ein Führer zum Stadtmodell, 1962
- Der Markt der Frühzeit und die Gründung Ottos I. 965 in Magdeburg, 1965
- Die Geschichte des Elbbrückenzuges in Magdeburg, 1965
- Magdeburger Ansichten des 16. und 17. Jahrhunderts, keine Jahresangabe
- Historische Modeformen in und um Magdeburg, 1965 (Manuskript)
- Hochwasser in historischer Zeit und Ermittlungen über frühe Pegel, 1968 (Manuskript)